# Jules Denneulin (peintre)
Pour les articles homonymes, voir Denneulin.
Ne doit pas être confondu avec Jules Denneulin (aviateur).
Jules Denneulin, né le 15 août 1833 à Lille, où il est mort le 7 novembre 1904, est un peintre français.

## Biographie

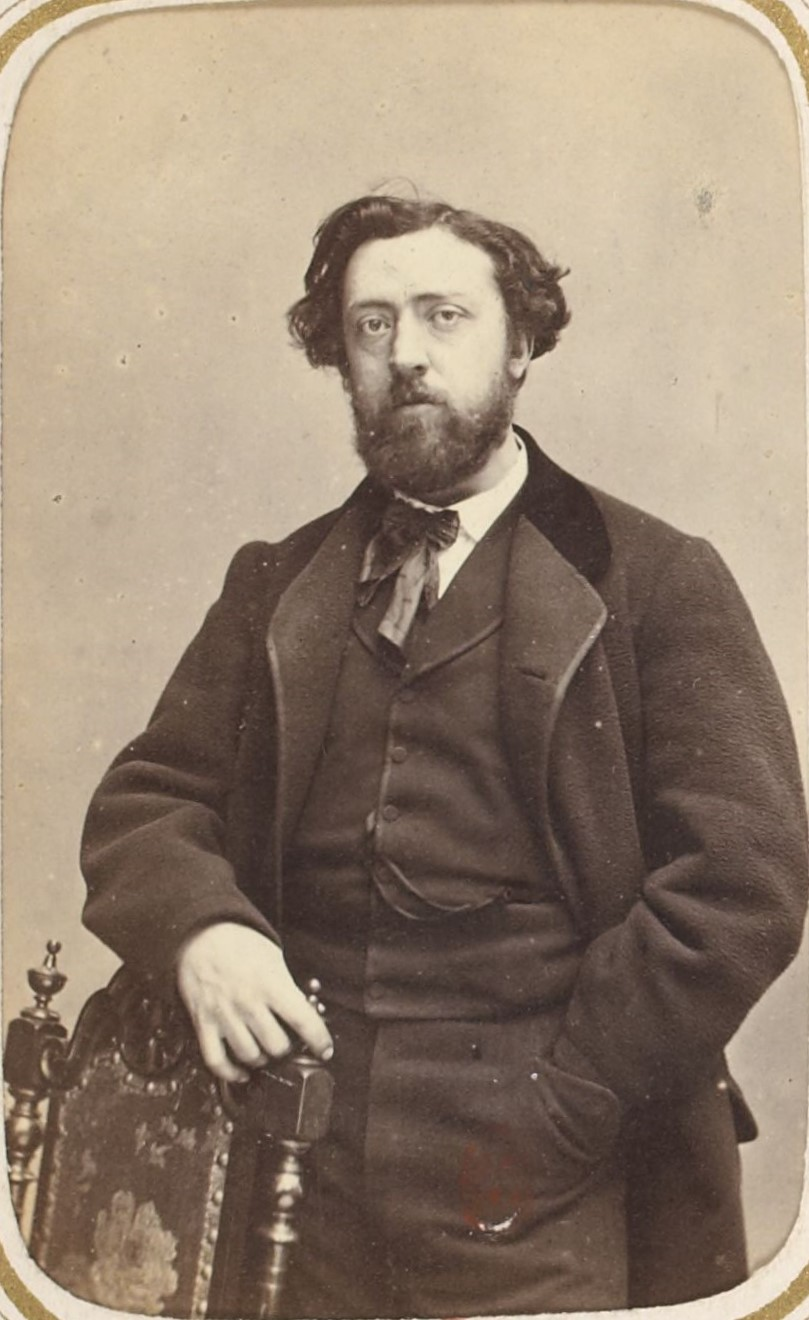
Jules Denneulin par Armand Bury (vers 1860-1870).

Jules François Denneulin est le fils de Pierre Joseph Denneulin, marchand de draps, et d'Adèle Bonvin.
Élève de François Souchon et d'Alphonse Colas, il expose au Salon de 1865 à 1904 où il obtient une médaille de troisième classe en 1875. Il devient membre de la Société des artistes français.
En 1887, il envoie au Salon son Idylle, considérée l'année précédente comme le clou de l'exposition de Roubaix.
Amoureux de la nature, il pose toujours son chevalet dehors et s'amuse à peindre des scènes cocasses.
Il achète avec son frère Alfred, un chalet à Wimereux, où ils aiment se retrouver.
Il meurt célibataire, dans la boutique d'un fleuriste, à l'âge de 71 ans.